# Gornje Brezovo
Gornje Brezovo je naselje v Občini Sevnica.